# Johann Nepomuk Schödlberger

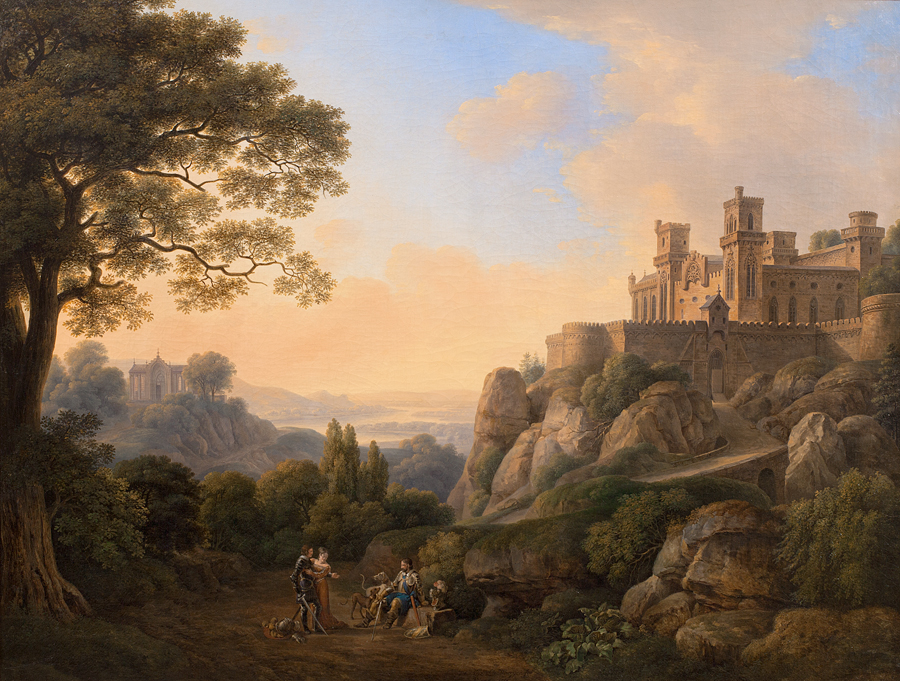
Arkadische Landschaft mit gotischer Burg

Johann Nepomuk Schödlberger (* 22. Mai 1779 in Wien; † 26. Januar 1853 ebenda) war ein österreichischer Landschaftsmaler und Kunstpädagoge.
Schödlberger zeigte schon als Kind eine zeichnerische Begabung und wurde zum Zeichenlehrer ausgebildet. Ab 1797 war er als Hilfslehrer bei der St. Anna-Zeichenschule tätig. Ab 1799 unterrichtete er als Zeichenlehrer bei der Zollerschen Hauptschule in Wien-Neubau, wo er sich mit Anton Petter, dem späteren Direktor der Wiener Akademie, befreundete.
Ab 1801 studierte er an der Akademie der Bildenden Künste Wien. 1803 besuchte er auf einer Studienreise Oberösterreich und Salzburg.
1815 wurde er zum Mitglied der Wiener Akademie ernannt und unterrichtete dort ab 1816. Zu seinen Schülern gehörte u. a. Ferdinand Georg Waldmüller.
1817 unternahm er eine Studienreise nach Italien, besuchte Rom, Neapel und Florenz.
In der Gemäldegalerie Alte Meister in Dresden kopierte er Werke von Claude Lorrain und Jacob van Ruysdael.
.
Seine Landschaftsbilder wurden von den Kunstsammlungen von Franz II. und Ludwig I. von Bayern eingekauft.